# حمله هوایی (فیلم ۲۰۱۸)
حمله هوایی (به انگلیسی: Air Strike) همچنین به عنوان بمباران، روح شکست ناپذیر'' نیز شناخته شده‌است. نام یک فیلم سینمایی چینی در ژانر اکشن و جنگی - درام به کارگردانی شیائو فنگ در مورد بمب‌گذاری ژاپنی از شهرستان چینی چونگ کینگ در طول جنگ جهانی دوم می‌باشد. فیلمبرداری اصلی در ماه مه سال ۲۰۱۵ میلادی در شانگهای چین آغاز شد.

## موضوع فیلم
با آغاز جنگ جهانی دوم در نبرد شانگهای و نانجینگ در سال ۱۹۳۷، ماجرا پیرامون مقاومت بزرگ نیروی هوایی چین در برابر حمله ژاپن و اشغال چین شکل می‌گیرد. قدرت طاقت فرسای ماشین جنگی امپراتوری ژاپن برای از بین بردن شانگهای و پایتخت نانجینگ در زمان جنگ، به دنبال مقاومت شدید و در نهایت سقوط پایتخت موقت جنگ ووهان در سال ۱۹۳۸، و رسیدن به جنگ خونین شش ساله جنگ همه‌جانبه چونگ‌کینگ، پایتخت زمان جنگ چین برای باقیمانده جنگ جهانی دوم، بازماندگان نیروی هوایی چین، پناهندگان و مردم چونگ کینگ، مقاومت قابل انکار در برابر سال‌ها حملات هوایی وحشیانه نیروی هوایی امپراتوری ژاپن را به نمایش می‌گذارند.

## بازیگران

### بازیگران اصلی
- لیو یه به عنوان ژو گانگ Tou
- بروس ویلیس[۳] به عنوان جک
- سونگ سیونگ هون به عنوان یک مینگ شون / An Ming He
- ویلیام چان به عنوان چنگ تینگ
- فن وی به عنوان عمو کوی
- وو باند به عنوان ژائو چون
- ما سو به عنوان دینگ لیان
- Che Yongli به عنوان یائوگو
- فنگ یوانژنگ به عنوان ژو مرد گوان
- جانین چانگ به عنوان کیان زو
- جنگ لو به عنوان جین شیانگ

### بازیگران ویژه
- تنما شیبویا[۴] به عنوان ساتو
- فن ژانگ به عنوان کوی لیو
- نیکلاس تسه[۳] به عنوان لی تائو
- فن بینگ به عنوان Ye Pei خوان
- آنتونی راجرز به عنوان دوست پسر یی پی زوان
- چن داوین به عنوان رئیس دفاع شهر
- سیمون یام به عنوان فرمانده پدافند هوایی
- آدریان بردی[۵] نقش استیو
- ری لوی به عنوان سرهنگ نیروی هوایی
- لی جیا به عنوان وان جیا
- هو بینگ[۶] به عنوان دین بیمارستان
- هوانگ هایبینگ به عنوان وابسته به جک
- شایعه ویلیس[۷] به عنوان جولیا
- لیو شاچنگ به عنوان خانم ژانگ
- اوا هوانگ به عنوان دو می
- کنی زن به عنوان افسر دولت
- جیرو وانگ به عنوان افسر جوان
- کائو کفانگ به عنوان میهن‌پرست
- نیکی چائو به عنوان Junior Patriot

## تولید
مل گیبسون به عنوان مدیر هنری فیلم با بودجه ۶۵ میلیون دلاری فعالیت کرد. فیلمبرداری اصلی از این فیلم در ماه مه سال ۲۰۱۵ در شانگهای چین آغاز شد. فیلمبرداری در نوامبر ۲۰۱۵ به پایان رسید.

## انتشار
این فیلم به عنوان یادبود ۷۰ سالگرد پیروزی متفقین در جنگ جهانی دوم فیلمبرداری شده‌است. در ابتدا قرار بود در تاریخ ۱۷ اوت ۲۰۱۸ منتشر شود، بعداً دوباره برنامه‌ریزی شد تا در تاریخ ۲۶ اکتبر ۲۰۱۸ منتشر شود تا نسخه جهانی همان روز داشته شود.